# 喻曉
喻曉（1517年—1601年），字子義，號釣叟、又号望沙、覺菴，湖廣承天府潛江縣人，明朝政治人物。

## 生平
喻曉祖先為綿州人，祖父喻武勳、父親喻經翰自四川移居，由母親徐孺人生下他，十四歲成生員，三十六歲在嘉靖三十一年（1552年）中舉人，三次參加會試不第，到四十三歲授嵊縣教諭，陞山東海豐知縣，善書能詩，鳴琴奏治如名流，不久辭官歸鄉，在泗河別業垂釣自娛，七十歲舉鄉飲賓，更是喜愛喝酒狂吟，杜門不出，在泗嶺興建和夫人胡孺人的墓穴，並自撰墓誌銘：「富貴浮雲於我何有，寄迹江干樂而且久，長笑而歸死且不朽」，八十五歲去世，著有《歸來草堂紀年稿》若干卷流傳。

## 引用
1. 1 2  光緒《潛江縣志·卷十五·人物志》：喻曉，字子義，別字望沙，其先綿州人，過潛江樂其士風而家焉，遂籍於潛，曉生而穎異，早以文學著，十四補邑庠弟子員，嘉靖壬子舉于鄉，授嵊縣教諭，遷海豐知縣，旋以論罷歸，結茅泗河之濱，自號未釣叟，年七十應舉鄉賓，益嗜酒狂吟，日與高人俊流酬唱為樂，不與戶以外事營，兆泗嶺題曰止邱，自撰墓誌銘，八十五卒，著有《歸來草堂紀年稿》若干卷。
2. ↑  民國《無棣縣志卷九·宦蹟志》：喻曉，號望山，湖廣潛江縣舉人，嘉靖四十一年任海豐令，善大書能詩，鳴琴奏治，卓然名士風流，任五年解組去。
3. ↑  光緒《潛江縣志·卷八·風土志》：〈喻曉自撰誌銘〉：釣叟，姓喻氏，名曉，字子義，別號覺菴，其先綿州人也，祖諱武勳，父諱經翰，自蜀如楚過潛江，見俗醇土沃遂家焉，母徐孺人生釣叟，年十四補邑庠弟子員，三十六領鄉書，三上春官不第，年四十三署浙江嵊縣教諭事，越三年陞山東海豐知縣，兩受簡命，知愛民好士而已，不善奔競，以論罷歸，欣然解印挂冠，作鸚鵡喻，歸田之日年五十矣。有別業在泗河上，日垂綸自娛，與漁夫為侶鷗鷺成群，性嗜酒，喜吟詩，作《歸來草堂紀年稿》，年七十明府性南王公以儒學謬舉鄉飲，嗣是杜門謝客，不履城郭蓋十四年於兹矣，釣叟無他長，惟視死生得失之際泊如也，萬厯乙亥營菟裘於泗嶺，與胡孺人同其穴建小坊，於前自題曰：「止邱今年春秋八十有四，歎人生之似寄安能久於人間世邪？」一日坐友鶴亭，吟小詩一絕云：「竹里編茆遠俗塵，日將琴鶴自相親，已知垂老身如客，漫向林中作散人。」吟畢呼酒而飲，因自撰為墓誌銘曰：「富貴浮雲於我何有，寄迹江干樂而且久，長笑而歸死且不朽。」